# August Wilhelm von Treskow
August Wilhelm von Treskow (* 24. März 1720 in Mühlhausen in Thüringen; † 26. März 1797 in Bayreuth) war ein fürstlich ansbach-bayreuthischer Feldmarschallleutnant, später preußischer Generalleutnant und zuletzt Oberkommandierender aller Truppen in Ansbach-Bayreuth.

## Leben

### Herkunft
Seine Eltern waren der preußische Oberstleutnant Johann Friedrich von Treskow (* 1685; † 17. Juni 1750) und dessen Ehefrau Christine Eleonore Margarethe, geborene von Graevenitz († 28. April 1739) aus dem Haus Schilde. Sein Vater war Erbherr auf Neuendorf und Karritz in der Altmark.

### Militärkarriere
Treskow ging 1738 in Bayreuther Dienste und war 1754 bereits Hofmarschall, Oberschenk und Oberstwachtmeister. Während des Siebenjährigen Krieges wurde er 1757 mehrfach als Kammerherr der Markgräfin zu ihrem Bruder, dem preußischen König Friedrich II. gesandt. Treskow stieg im Militär weiter auf und wurde 1772 Generalmajor und Chef des fränkischen Kreisregiments mit Patent vom 23. August 1763. Im Jahr 1776 ernannte man ihn zum Generalleutnant der Kavallerie und Kommandanten des Husarenkorps, 1777 schließlich zum Feldmarschall-Leutnant und Fürstlich-Bayreuther Oberhofmeister. 1790 begleitete er den Markgrafen Karl Alexander nach Berlin, um die Geheimverhandlungen zur Übergabe von Ansbach-Bayreuth an Preußen zu führen. 1792 ging das Land an Preußen, und am 29. Januar 1792 wurde Treskow als Generalleutnant der Kavallerie in preußische Dienste übernommen. Er wurde wirklicher Offizier der Armee und Generalkommandant aller nunmehr preußischen Truppen in den Fürstentümern Ansbach und Bayreuth. Dazu erhielt er am 12. Juni 1792 den Großen Roten Adlerorden. Er starb am 26. März 1797 in Bayreuth und wurde am 30. März 1797 in Neudrossenfeld bei Bayreuth beigesetzt.

### Familie
Treskow heiratete Anna Dorothea Friederike von Viereck († 11. Juli 1774), eine Tochter von  Adam Otto von Viereck (1634–1717) und dessen zweiter Ehefrau Anna Helena, geborene von Wolffersdorff (1651–1701). Das Paar hatte mehrere Kinder, darunter:
- Friedrich August (1754–1764)
- Friederike Dorothea Adelheid (* 27. Juni 1756; † 1837) ⚭ Heinrich Wilhelm Albrecht von Roeder (1748–1830), Regierungspräsident in Ansbach[3]